# Guilelmus de Boderisham
Guilelmus de Boderisham, auch eng. William und franz. Guillaume (fl. ca. 1261; † 1276), war ein englischer Dominikaner.
Guilelmus trat dem Orden im Konvent von Holborn, London, bei und studierte in Paris. Er übernahm verschiedene Prälaturen in der englischen Provinz. Papst Urban IV. ernannte ihn 1263 zum Magister sacri palatii, dem päpstlichen Hoftheologen. Das Amt hatte er bis zu seinem Tod und als der einzige Engländer inne.
Er verfasste Kommentare zum Hohelied Salomos, den Klageliedern Jeremias sowie zum Römerbrief.